# Casal do Frade
O Casal do Frade é uma aldeia da freguesia portuguesa de Pombeiro da Beira, concelho de Arganil. Está localizada a oeste de Arganil, a 5 km de distância. Actualmente conta com cerca de 85 habitantes habituais, podendo este número aumentar nos meses de verão, quando muitos dos seus filhos retornam à terra para passar as suas férias. A sua população é em grande parte envelhecida, como é típico nas aldeias do interior do país, mas o Casal do Frade conta com cerca de duas dezenas de jovens com idade inferior a 30 anos.
Ainda hoje se mantêm na aldeia as típicas actividades agrícolas da região como as sementeiras de várias espécies, plantação de pinheiros e as vindimas. São muitos aqueles que ainda criam animais como galinhas, patos, gansos, cabras, ovelhas e suínos. O estrume é ainda utilizado na agricultura como fertilizante natural.
É comum vermos na aldeia homens interessarem-se pela caça de muitas espécies. Na região o javali, o coelho do mato e a perdiz são como 'ouro' e são sempre motivo de conversa e orgulho quando alguém consegue capturar. As matilhas são os maiores aliados dos caçadores. O cão é um animal respeitado e aqui é-lhes mesmo conferido o título de melhor amigo do homem. Também a pesca é muito apreciada.
Reza a história que na aldeia do Casal do Frade existia uma pequena população e que um desses habitantes era uma Frade, ficando a aldeia com esta denominação. Os Frades por serem pessoas com algum nível cultural, por se dedicarem aos estudos bíblicos e aos ensinamentos de Deus, eram muitas vezes uma espécie de professores para os Habitantes das aldeias onde residiam. O nosso Frade não era excepção e há quem diga que foi ele que ajudou os habitantes do pequeno povoado a falarem o Português 'correcto' com toda a sua sabedoria e engenho.
Como em muitas aldeias, há laços familiares entre muitos Casal Fradenses. As famílias eram numerosas e havia casais com muitos filhos e os nomes de família mais comuns são Carvalho, Duarte, Dias, Branco, Martins. Os filhos eram sinónimo de mão de obra para o trabalho no campo. As terras eram sinal de riqueza. Logo, mão de obra para trabalhar na terra. Note-se que esses nomes estão também espalhados pelas aldeias vizinhas como é o caso da Aveia e do Rochel.
Nos dias de festa o forno a lenha não tem descanso. Por altura da festa mata-se a cabra e a rainha da festa é a chanfana regada com o melhor tinto. O Arroz de fressura faz concorrência, assim como o caldo verde com chouriço caseiro, a torresmada do porco criado a couves, para terminar o arroz doce e as famosas filhoses com açúcar ou canela (filhós/coscorões).
Outra das atracções para além da gastronomia, é a paisagem calma e serena que envolve a aldeia.
Em tempo a festa em honra da Nossa Senhora da Piedade realizava-se em julho ou agosto e era organizada pela Comissão de Melhoramentos que já foi extinta. Resta que haja uma grupo de pessoas com iniciativa e força de vontade para voltar a dar vida e animação da aldeia que merece toda a atenção e carinho.
- Condecoração "Ordem Honorífica" - Ordem Militar de Avis

Por Decreto-Lei em 6 de março de 1919, atribuída aos 11 do mesmo mês, o 1º Tenente da Armada Sr. Sebastião José de Carvalho Dias, natural desta terra, foi condecorado com medalha de Prata e grau de Cavaleiro da Ordem Militar de Avis‎‎‎. O Capitão Tenente viria a ser agraciado com grau de Comendador em 19 de Outubro de 1920.